# Croatia Records
 Croatia Records  — крупнейший хорватский мэйджор-лейбл, расположен в Загребе. Компания была основана в 1992 году, на основе фирмы Jugoton.
Архивы компании насчитывают около 70 тысяч записей песен музыкантов и групп бывшей Югославии.

## История
10 июля 1947 года на территории национализированного загребского завода «Электрон» было создано предприятия Jugoton. За первые годы своего существования эта фирма напечатала около 33 тысяч граммофонных пластинок. С 1956 года Jugoton перешёл на выпуск 25-сантиметровых виниловых пластинок. Первые из них — с записями народных песен — «Pjeva vam Ivo Robić».
Со временем Jugoton стал заключать соглашения с крупнейшими звукозаписывающими компаниями мира — RCA, Polydor, Decca, EMI и другими. По лицензии загребской фабрики для внутреннего рынка печатались пластинки Элвиса Пресли, Мадонны, Дэвида Боуи, The Beatles, The Rolling Stones, U2, Kraftwerk, Queen, Deep Purple, Pink Floyd, Iron Maiden, Modern Talking, Depeche Mode, Элтон Джон, Энни Леннокс, Бонни Тайлер и многих других западных артистов. Кроме того, компания владела широкой сетью музыкальных магазинов по всей СФРЮ.
Фирма Jugoton была особенно популярна среди молодёжи за железным занавесом, которая не могла выехать в западные страны и редко имела доступ к западной музыке. Одним из способов приобретения музыки западных артистов было отправиться за покупками в СФРЮ, которая не была страной восточного блока, а являлась членом Движения неприсоединения и в основном открыта для западных влияний. Таким образом, югославские издания западных исполнителей стали своеобразным символом западной поп-культуры Восточной Европе.
Многие исполнители, представлявшие Югославию на песенном конкурсе Евровидение имели контракты с Jugoton, в том числе победитель конкурса Евровидения 1989 года группа Riva из Загреба.
В 1990 году фирма Jugoton была приватизирована. Начался распад Югославии, поэтому новый председатель совета директоров, хорватский композитор Джордж Новкович, переименовал фирму в Croatia Records. Компания приняла форму акционерного общества, руководимого советом директоров, и стала специализироваться на издании альбомов преимущественно артистов Хорватии, выступающих в различных музыкальных стилях. За время своего существования с лейблом сотрудничали такие популярные исполнители и коллективы, как Azra, Арсен Дедич, Анна Видович, Hladno pivo, Novi fosili, Prljavo kazalište, Марко Перкович, Северина Вучкович и многие другие. С 2000 года Croatia Records управляется компанией AUTOR d.o.o. В 2001 году музыкант Мирослав Шкоро возглавил компанию Croatia Records до своей отставки в 2006 году.
Компания вошла в Международную федерацию производителей фонограмм (IFPI).